# Norberto Habegger
Norberto Armando Habegger (Arrecifes, 9 de agosto de 1941 - secuestrado en Río de Janeiro el 6 de agosto de 1978) fue un periodista y militante político argentino, secretario de organización de la rama política de Montoneros.
Como periodista trabajó, entre otras, en las revistas
En Marcha,
Automundo,
Panorama,
Primera Plana,
Confirmado, y
Antropología del Tercer Mundo y en
la agencia Interpress Service.
Fue además autor de los libros
Camilo Torres, el cura guerrillero (1967),
La huelga de El Chocón y
Los católicos posconciliares en la Argentina (en colaboración con Alejandro Mayor y Arturo Armada).
Militante juvenil de la Acción Católica, se incorporó luego a la juventud del Partido Demócrata Cristiano, en el que llegó a ser secretario adjunto.
En 1964 trabajó como asesor de los diputados democristianos en el Congreso Nacional. Más adelante participó en la CGT de los Argentinos y hacia fines de la década de 1960 se incorporó al peronismo con otros jóvenes provenientes de organizaciones católicas y democristianas.
En 1968, después de intentar sin resultado incorporarse a la organización guerrillera Fuerzas Armadas Peronistas (FAP), fundó con Horacio Mendizábal y otros jóvenes -algunos democristianos y otros, provenientes del nacionalismo católico desde el trabajo en villas de emergencia y fábricas- la organización guerrillera peronista Comando Descamisados ―o simplemente Descamisados―, de la que fue su primer responsable. En 1969, Dardo Manuel Cabo pasó a dirigir la organización, que hizo su primera aparición pública en ocasión de la exhibición de la película La hora de los hornos, de Pino Solanas y Octavio Getino en un cine de La Tablada. La organización consideraba a la acción armada como un complemento a la construcción de bases políticas mediante el trabajo en los barrios.
Entre las acciones que se adjudican a esta organización se encuentran la voladura del Círculo Naval de Tigre, la del yate del comandante en jefe de la Armada, el secuestro del gerente de General Electric-ITT de San Isidro (provincia de Buenos Aires) por cuyo rescate cobraron un millón de dólares, así como el robo de
varias instituciones financieras.

## Muerte de Vandor
El hecho más importante atribuido a Descamisados por algunas fuentes fue el asesinato de Augusto Timoteo Vandor ocurrido el 30 de junio de 1969. En el marco de lo que se denominó "Operativo Judas", realizado por un grupo de personas que lo mató de cinco disparos en la sede de la Unión Obrera Metalúrgica, calle La Rioja al 1900 de Buenos Aires, dejando en su escape una bomba de trotil que al explotar destruyó parte del edificio.
Una organización guerrillera autodenominada "Ejército Nacional Revolucionario" se adjudicó el asesinato el 7 de febrero de 1971. Para Eugenio Méndez esa agrupación estaba conducida por Rodolfo Walsh y la integraba Raimundo Villaflor y habría matado a José Alonso además de a Vandor. Otros autores, como Richard Gillespie, Felipe Pigna y Eduardo Zamorano, atribuyen el asesinato al grupo Descamisados, de Dardo Cabo, luego absorbido por Montoneros. Años después, en el periódico El Descamisado, dirigido por Cabo, se publicó otra versión del asesinato.
El exdirigente de Montoneros, José Amorín, afirmó que la operación era demasiado compleja para una organización recién formada como Descamisados, y sostuvo que los autores habían sido en su mayoría de la CGT de los Argentinos.
Una versión recogida por un periodista en la Unión Obrera Metalúrgica el día del hecho indicaba que Vandor había reconocido a uno de los autores y lo había saludado «Hola, Cóndor». Dardo Cabo había protagonizado años antes la Operativo Cóndor, consistente en el secuestro de un avión y aterrizaje posterior en las islas Malvinas.

## Integración a Montoneros
Desde inicios de la década de 1970, Descamisados se aproximó a Montoneros, primero con un proyecto denominado Organizaciones Armadas Peronistas (OAP) y luego en una completa fusión en 1972.
Habegger fue subdirector del diario Noticias entre 1973 y 1974 tras el relevo por la conducción montonera de Paco Urondo como responsable de la línea política del diario.
En 1975 participó en la creación del Partido Peronista Auténtico, que encaró la oposición al gobierno de María Estela de Perón después del pase de Montoneros a la clandestinidad y fracasó electoralmente. Habegger terminó en la ilegalidad y poco antes del golpe de Estado del 24 de marzo de 1976, creó el Frente Cristianos para la Liberación. Cuando la conducción de Montoneros decidió resguardarse fuera del país permaneció todavía un año más en Argentina y luego viajó con su familia a México, desde donde realizó una acción de denuncia del gobierno militar argentino.
El 30 de junio de 1978 tomó en México un avión para participar en Río de Janeiro (Brasil) de una reunión de opositores a la dictadura militar y a poco de arribar ―el 1 de agosto de 1978 (según Gasparini) o el 6 de agosto de 1978 (según la CONADEP)― fue secuestrado y permanece desaparecido.
Según un cable de inteligencia de la CIA del 13 de abril de 1979, desclasificado en abril de 2019, Habegger fue ejecutado a fines de septiembre o principios de noviembre de 1978, por orden del jefe de contrainteligencia del servicio de inteligencia del Ejército Argentino.